# Болярці (Кирджалійська область)
Боля́рці (болг. Болярци) — село в Кирджалійській області Болгарії. Входить до складу общини Кирджалі.

## Населення
За даними перепису населення 2011 року у селі проживали 118 осіб, з них 116 осіб (99,1%) — турки.
Розподіл населення за віком у 2011 році:
Динаміка населення: